# أرنولد فيلدر دونر
أرنولد فيلدر دونر (بالإنجليزية: Arnold Fielder Downer)‏ هو مهندس مدني ومهندس نيوزيلندي، ولد في 4 فبراير 1895 في ألكسندرا، وتوفي في 16 يوليو 1984.